# Marneuli

Marneuli este un oraș în Georgia.